# O Fósforo Eleitoral
O Fósforo Eleitoral é um curta-metragem mudo brasileiro de gênero  comédia lançado em 2 de novembro de 1909 e dirigido por Antônio Serra. Filmado no Rio de Janeiro, foi produzido pela companhia Labanca, Leal e Cia., em parceria com o estúdio Photo-Cinematographia Brasileira.
De acordo com resenha publicada pelo Jornal do Brasil à época do lançamento, o filme abordava um "assunto cômico fantástico, severa e jocosa crítica ao modo de se fazer eleições no Rio de Janeiro".

## Sinopse
História que faz parte da série "O Caso do Rio", escrita por Paiva Santos, trata-se de uma comédia com toques de fantasia que faz crítica ao modo das eleições no Rio de Janeiro da época.

## Elenco
- Adelaide Coutinho
- Eduardo Leite
- Emílio Silva